# Kuurne-Brussel-Kuurne 2009
De 62ste editie van Kuurne-Brussel-Kuurne werd verreden op zondag 1 maart 2009, traditiegetrouw de dag na De Omloop. De renners moesten dit jaar een afstand van 193 kilometer overbruggen. De koers maakte deel uit van de UCI Europe Tour 2009.

## Wedstrijdverloop
Er ontstond tijdens de wedstrijd al snel een breuk in het peloton, waardoor een groep renners een voorsprong kreeg en door kon naar de finish. Rabobank was goed vertegenwoordigd met drie man in de kopgroep, maar Nick Nuyens, Juan Antonio Flecha en Tom Leezer slaagden erin de finale niet in om te ontsnappen. Flecha had drie kilometer voor de streep een voorsprong, maar Sylvain Chavanel offerde zich op voor zijn kopman Tom Boonen, waardoor Flecha het niet haalde.
Toen Flecha teruggehaald was, begon Nuyens de sprint aan te trekken voor Leezer. Jeremy Hunt nam al snel over, maar Boonen won de sprint gemakkelijk.

## Hellingen
| - Edelareberg - La Houppe - Kanarieberg | - Oude Kruisens - Oude Kwaremont - Côte de Trieu | - Tiegemberg - Nokereberg |

## Uitslag[1]
| Rang | Renner              | Land                | Ploeg              | Tijd       |
| ---- | ------------------- | ------------------- | ------------------ | ---------- |
| 1    | Tom Boonen          | België              | Quickstep          | 4u 20' 48" |
| 2    | Bernhard Eisel      | Oostenrijk          | Team Columbia      | z.t.       |
| 3    | Jeremy Hunt         | Verenigd Koninkrijk | Cervélo            | z.t.       |
| 4    | Karsten Kroon       | Nederland           | Team Saxo Bank     | z.t.       |
| 5    | Tom Leezer          | Nederland           | Rabobank           | z.t.       |
| 6    | Geoffroy Lequatre   | Frankrijk           | Agritubel          | z.t.       |
| 7    | Matthieu Ladagnous  | Frankrijk           | Française des Jeux | z.t.       |
| 8    | Nick Nuyens         | België              | Rabobank           | op 4"      |
| 9    | Sylvain Chavanel    | Frankrijk           | Quick-Step         | op 12"     |
| 10   | Juan Antonio Flecha | Spanje              | Rabobank           | op 15"     |